# 南加登城 (紐約州)
南加登城（英語：Garden South Park）是位於美國紐約州拿騷縣的普查規定居民點。

## 人口
根據2020年美國人口普查的數據，南加登城的面積為1.03平方千米，皆為陸地。當地共有人口4119人，而人口密度為每平方千米3,999.03人。